# Pothyne rufovittata
Pothyne rufovittata là một loài bọ cánh cứng trong họ Cerambycidae.